# Castelnuovo Scrivia
Castelnuovo Scrivia és un municipi situat al territori de la província d'Alessandria, a la regió del Piemont, (Itàlia).
Pertanyen al municipi les frazioni de Gerbidi, Ova, Pilastro i Secco.
Castelnuovo Scrivia limita amb els municipis d'Alzano Scrivia, Casei Gerola, Guazzora, Isola Sant'Antonio, Molino dei Torti, Pontecurone, Sale i Tortona.

## Galeria

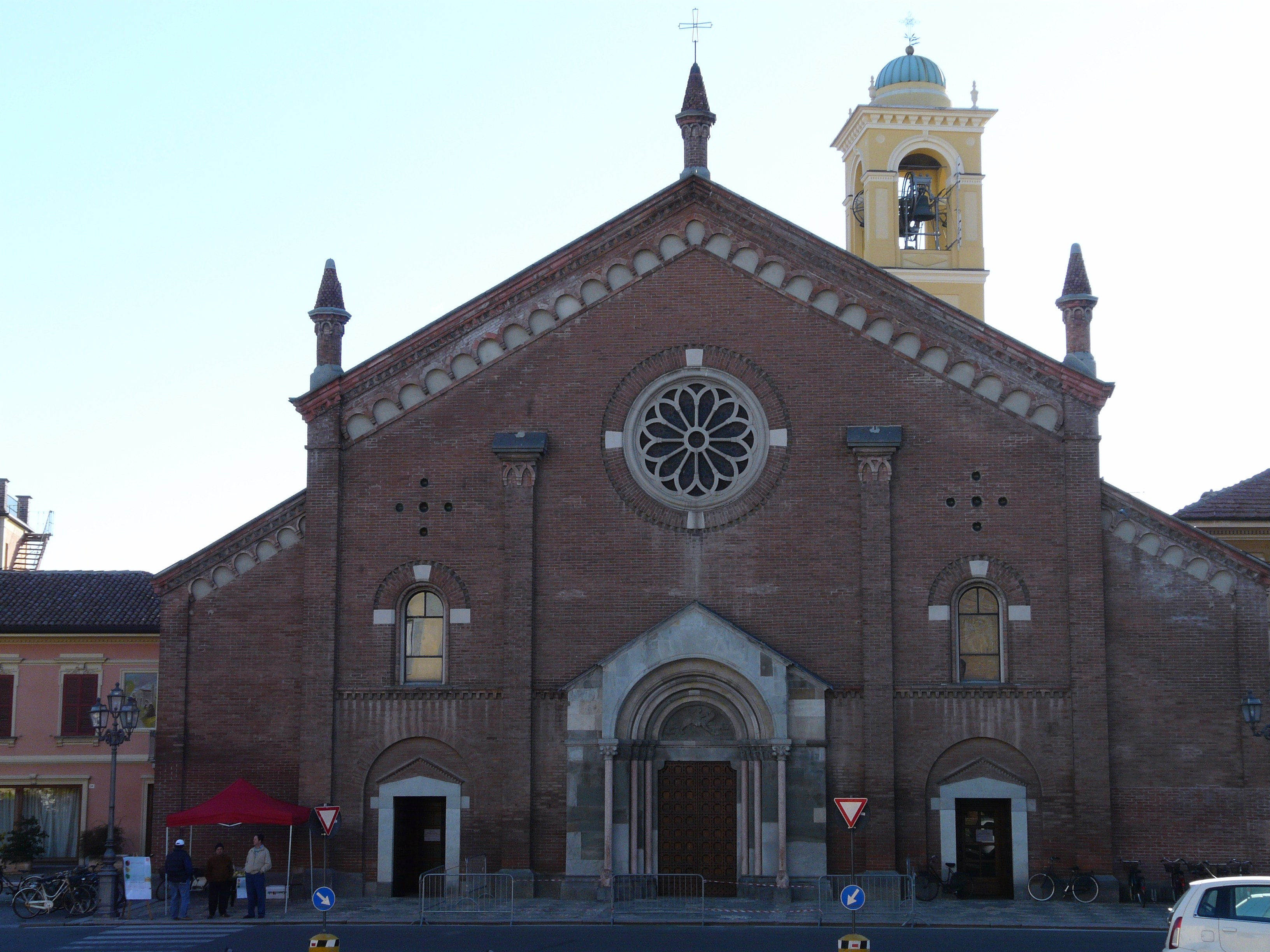
Església de Sant Pere i S.Pau
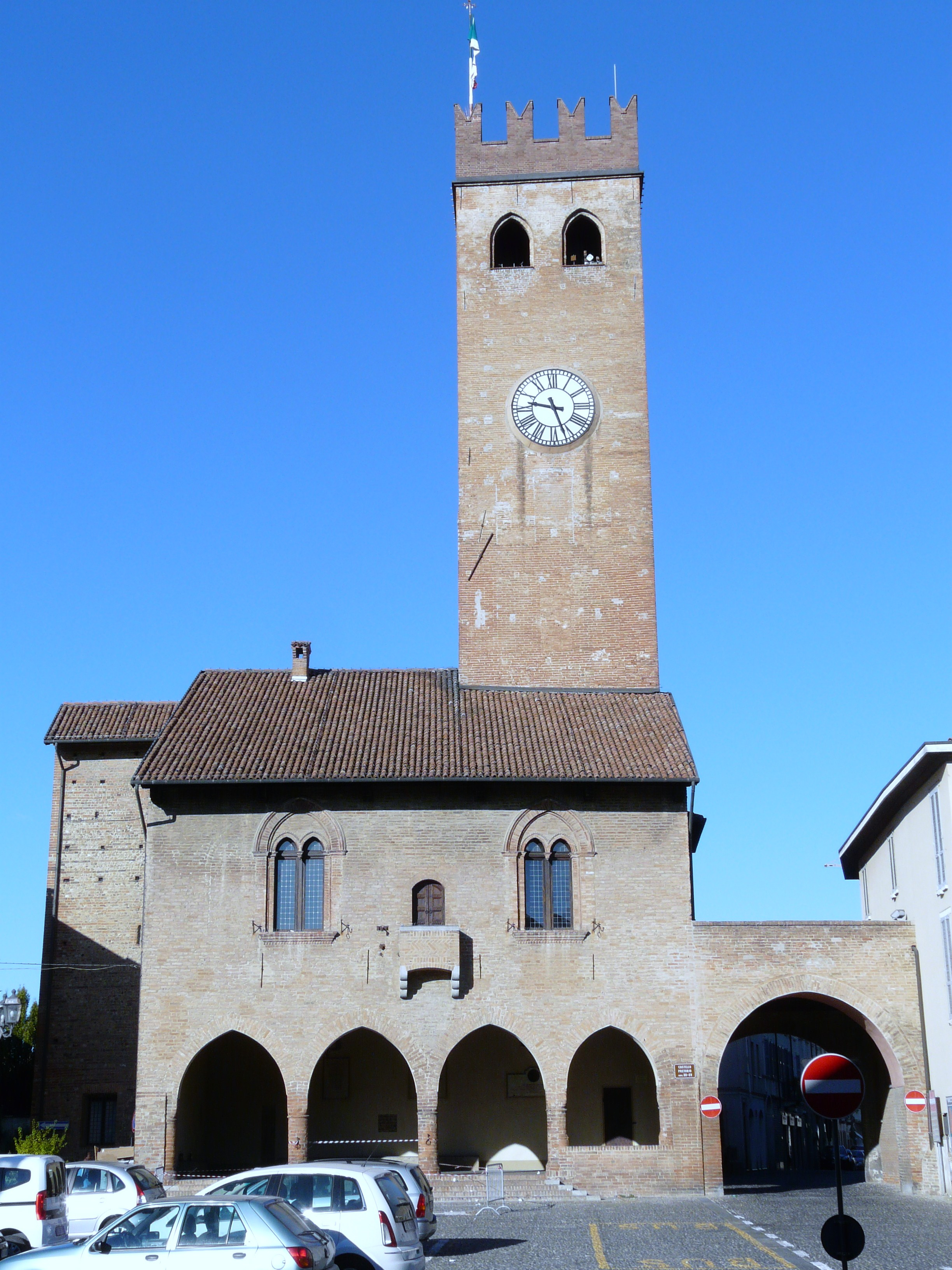
Palazzo Pretorio